# Весняні квіти і фрукти
«Весня́ні кві́ти і фру́кти» — натюрморт непрестижного у Франції XVII століття жанру, створений художником Жаном-Батістом Монуайє . Входить до складу музейної збірки Ермітажу.

## Художник
Жан-Батіст Монуайє (1634–1699) належав до скромних майстрів, що працювали у Франції, не чекаючи королівських нагород і гучного визнання. Декоратор за хистом, він малював переважно натюрморти з квітами. Незвичним в його життєписі було
- навчання в місті Антверпен, де працювали відомі творці натюрмортів(Франс Снейдерс, Себастьян Боннекруа, Ян Гіллєманс Старший)
- праця в Лондоні останні 14 років життя, де більше поціновували його мистецтво і де він і помер.

### Ермітажний натюрморт
На видовженому полотні — край столу без скатертини. Простір в глибину обмежений важкою завісою, що дозволяло художнику не малювати інтер'єр чи далекий пейзаж, а зосередитися на квітах. Всі квіти переважно весняні — червоні маки, троянди, нарциси, рябчики, які залюбки малюватиме набагато пізніше Ван Гог. Квітів не дуже багато, але їх яскраві кольори суперничають з металевою вазою, що є єдиною коштовною річчю в квітковому натюрморті. Монуайє не захаращив композицію зображенням тварин, птахів чи символів марноти — годинника, запаленої свічки, черепа померлої людини. Але твори художника поціновували за красу і без філософских натяків. Один з натюрмортів пензля Монуайє придбав для своєї колекції Семьонов-Тян-Тянський, відомий знавець живопису.
Картина ніколи не належала Імператорському Ермітажу. В музей її передали лише у 1933 році як твір невідомого майстра. Реставрація та атрибуція і повернули картині справжнє ім'я художника.